# Meriola cetiformis
Meriola cetiformis is een spinnensoort uit de familie van de Trachelidae.
De wetenschappelijke naam van de soort werd in 1908 als Trachelas cetiformis gepubliceerd door Embrik Strand.